# Tadas Kijanskas
Tadas Kijanskas (Vilnius, 6 settembre 1985) è un ex calciatore lituano, di ruolo difensore.

## Carriera

### Club

#### Ritorno al Šilutė
Ritorna al Šilutė giocando il 5 maggio 2007 nella vittoria fuori casa per 0-2 contro l'Atlantas Klapèida.

#### Vėtra
Segna il primo gol con il Vėtra Vilnius il 21 settembre 2008 nella vittoria fuori casa per 1-0 contro il Šilutė.
Gioca l'ultima partita, dove segna un gol, con il Vėtra il 20 settembre 2009 nella vittoria per 2-0 contro il Banga.

#### Sūduva
Debutta con il Sūduva il 20 marzo 2010 nella vittoria per 3-0 contro il Mažeikiai.
L'ultima partita con il Sūduva risale al 13 giugno 2010 nel pareggio fuori casa per 1-1 contro lo Žalgiris Vilnius.

#### Jagiellonia Białystok
Nel giugno del 2010, firma un contratto annuale con il Jagiellonia Białystok.
Debutta con lo Jagiellonia Białystok in Europa League il 5 agosto 2010 nel pareggio fuori casa per 2-2 contro l'Aris Salonicco.
Debutta con lo Jagiellonia in Ekstraklasa l'8 agosto 2010 nel pareggio fuori casa per 0-0 contro lo Śląsk Breslavia.
Segna il primo gol con lo Jagiellonia Białystok il 16 ottobre 2010 nella vittoria casalinga per 3-0 contro il Polonia Bytom.
Segna l'ultimo gol con lo Jagiellonia Białystok il 16 aprile 2011 nella vittoria fuori casa per 0-2 contro lo Zagłębie Lubin. L'ultima partita con lo Jagiellonia Białystok risale al 29 maggio 2011 nella vittoria casalinga per 2-1 contro il Ruch Chorzów.

#### Korona Kielce
A luglio del 2011 firma un biennale con il Korona Kielce.
Esordisce con il Korona Kielce il 30 luglio 2011 nella vittoria fuori casa per 1-2 contro il KS Cracovia.

### Nazionale
Fa parte della nazionale lituana.
Debutta con la Lituania il 10 ottobre 2009 nella sconfitta fuori casa per 2-1 contro l'Austria.

## Statistiche

### Cronologia delle presenze e reti in nazionale
| Cronologia completa delle presenze e delle reti in nazionale ― Lituania | Cronologia completa delle presenze e delle reti in nazionale ― Lituania | Cronologia completa delle presenze e delle reti in nazionale ― Lituania | Cronologia completa delle presenze e delle reti in nazionale ― Lituania | Cronologia completa delle presenze e delle reti in nazionale ― Lituania | Cronologia completa delle presenze e delle reti in nazionale ― Lituania | Cronologia completa delle presenze e delle reti in nazionale ― Lituania | Cronologia completa delle presenze e delle reti in nazionale ― Lituania |
| Data                                                                    | Città                                                                   | In casa                                                                 | Risultato                                                               | Ospiti                                                                  | Competizione                                                            | Reti                                                                    | Note                                                                    |
| ----------------------------------------------------------------------- | ----------------------------------------------------------------------- | ----------------------------------------------------------------------- | ----------------------------------------------------------------------- | ----------------------------------------------------------------------- | ----------------------------------------------------------------------- | ----------------------------------------------------------------------- | ----------------------------------------------------------------------- |
| 10-10-2009                                                              | Innsbruck                                                               | Austria                                                                 | 2 – 1                                                                   | Lituania                                                                | Qual. Mondiali 2010                                                     | -                                                                       |                                                                         |
| 14-10-2009                                                              | Marijampolė                                                             | Lituania                                                                | 2 – 1                                                                   | Serbia                                                                  | Qual. Mondiali 2010                                                     | -                                                                       |                                                                         |
| 18-6-2010                                                               | Kaunas                                                                  | Lituania                                                                | 0 – 0                                                                   | Lettonia                                                                | Coppa del Baltico 2010                                                  | -                                                                       |                                                                         |
| 20-6-2010                                                               | Kaunas                                                                  | Lituania                                                                | 2 – 0                                                                   | Estonia                                                                 | Coppa del Baltico 2010                                                  | -                                                                       |                                                                         |
| 11-8-2010                                                               | Kaunas                                                                  | Lituania                                                                | 0 – 2                                                                   | Bielorussia                                                             | Amichevole                                                              | -                                                                       |                                                                         |
| 3-9-2010                                                                | Kaunas                                                                  | Lituania                                                                | 0 – 0                                                                   | Scozia                                                                  | Qual. Euro 2012                                                         | -                                                                       |                                                                         |
| 7-9-2010                                                                | Olomouc                                                                 | Rep. Ceca                                                               | 0 – 1                                                                   | Lituania                                                                | Qual. Euro 2012                                                         | -                                                                       |                                                                         |
| 8-10-2010                                                               | Salamanca                                                               | Spagna                                                                  | 3 – 1                                                                   | Lituania                                                                | Qual. Euro 2012                                                         | -                                                                       |                                                                         |
| 17-11-2010                                                              | Székesfehérvár                                                          | Ungheria                                                                | 2 – 0                                                                   | Lituania                                                                | Amichevole                                                              | -                                                                       |                                                                         |
| 25-3-2011                                                               | Kaunas                                                                  | Lituania                                                                | 2 – 0                                                                   | Polonia                                                                 | Amichevole                                                              | -                                                                       |                                                                         |
| 29-3-2011                                                               | Kaunas                                                                  | Lituania                                                                | 1 – 3                                                                   | Spagna                                                                  | Qual. Euro 2012                                                         | -                                                                       |                                                                         |
| 3-6-2011                                                                | Vaduz                                                                   | Liechtenstein                                                           | 2 – 0                                                                   | Lituania                                                                | Qual. Euro 2012                                                         | -                                                                       |                                                                         |
| 7-6-2011                                                                | Oslo                                                                    | Norvegia                                                                | 1 – 0                                                                   | Lituania                                                                | Amichevole                                                              | -                                                                       |                                                                         |
| 2-9-2011                                                                | Kaunas                                                                  | Lituania                                                                | 0 – 0                                                                   | Liechtenstein                                                           | Qual. Euro 2012                                                         | -                                                                       |                                                                         |
| 15-11-2011                                                              | Glasgow                                                                 | Scozia                                                                  | 1 – 0                                                                   | Lituania                                                                | Qual. Euro 2012                                                         | -                                                                       |                                                                         |
| 1-6-2012                                                                | Võru                                                                    | Lettonia                                                                | 5 – 0                                                                   | Lituania                                                                | Coppa del Baltico 2012                                                  | -                                                                       |                                                                         |
| 3-6-2012                                                                | Tartu                                                                   | Estonia                                                                 | 1 – 0                                                                   | Lituania                                                                | Coppa del Baltico 2012                                                  | -                                                                       |                                                                         |
| 7-6-2012                                                                | Minsk                                                                   | Bielorussia                                                             | 1 – 1                                                                   | Lituania                                                                | Amichevole                                                              | -                                                                       |                                                                         |
| 15-8-2012                                                               | Skopje                                                                  | Macedonia del Nord                                                      | 1 – 0                                                                   | Lituania                                                                | Amichevole                                                              | -                                                                       |                                                                         |
| Totale                                                                  |                                                                         | Presenze                                                                | 19                                                                      |                                                                         | Reti                                                                    | 0                                                                       |                                                                         |

## Palmarès

### Club

#### Competizioni nazionali
- Campionato lituano: 1

FBK Kaunas: 2006